# Mon père avait raison
Pour les articles homonymes, voir Mon père avait raison (homonymie).
Mon père avait raison est une pièce de théâtre de Sacha Guitry, représentée pour la première fois au Théâtre de la Porte-Saint-Martin, le 8 octobre 1919. Lors d'une reprise de la pièce en 1936, Guitry en réalise la même année une adaptation filmée.

## Argument
À 30 ans, Charles Bellanger veut mettre en pension son jeune fils Maurice ; mais après que son épouse Germaine a abandonné le domicile conjugal, il change d'avis et décide de se consacrer à l'éducation de son fils. Vingt ans plus tard, Maurice entretient une relation amoureuse avec Loulou, mais il refuse de s'engager pour ne pas laisser son père seul et parce que celui-ci, profondément meurtri par l'infidélité de Germaine, l'a rendu très méfiant envers le sexe féminin. Charles s'efforce alors de réparer cette erreur d'éducation en organisant une escapade amoureuse de son fils et de Loulou en Italie. Peu après, Germaine, qui n'avait pas donné de nouvelles depuis vingt ans, revient voir Charles, et tente de se réconcilier avec lui...

## Théâtre de la Porte-Saint-Martin, 1919
Distribution :
- Charles Bellanger : Sacha Guitry puis Lucien Guitry
- Maurice Bellanger, son fils : Paul Duc puis Sacha Guitry
- Adolphe Bellanger, son père : Lucien Guitry
- Loulou, la maîtresse de son fils : Yvonne Printemps
- Germaine Bellanger, sa femme : Jeanne Rolly
- Le docteur Mourier, son médecin : Joffre
- Marie Ganion:, domestique : Marie Montbazon
- Émile Perducav, domestique : Fernal

## Théâtre de la Madeleine, 1959
- Mise en scène : André Roussin

Distribution :
- Charles Bellanger : André Luguet
- Maurice Bellanger, son fils jeune : Patrick Maurin (Dewaere)
- Maurice Bellanger, son fils adulte : Jean-Pierre Aumont
- Adolphe Bellanger, son père : Marcel André
- Loulou, la maîtresse de son fils : Marie Daëms
- Germaine Bellanger, sa femme : Valentine Tessier
- Le docteur Mourier, son médecin : Maurice Varny
- Marie Ganion:, domestique : Jeanne Fusier-Gir
- Émile Perducav, domestique : Paul Faivre

## Théâtre Hébertot, 1978
Première représentation le 12 septembre 1978. Après le décès de Paul Meurisse le 19 janvier 1979, le rôle sera repris par Paul-Émile Deiber.
- Mise en scène : Jean-Laurent Cochet
- Illustration sonore : Fred Kiriloff

Distribution :
- Charles Bellanger : Jean Barney puis Paul Meurisse
- Maurice Bellanger, son fils : Alexandre Sterling ou Jérôme Guandalini (alternance) puis Jean Barney
- Adolphe Bellanger, son père : Paul Meurisse
- Loulou, la maîtresse de son fils : Axelle Abbadie
- Germaine Bellanger, sa femme : Mony Dalmès
- Le docteur Mourier, son médecin : Daniel Lecourtois
- Marie Ganion, domestique : Nicole Chollet

## Théâtre des Bouffes-Parisiens, 1999
Du 3 septembre 1999 au 9 avril 2000 au Théâtre des Bouffes-Parisiens
- Mise en scène : Jean-Claude Brialy
- Décors : Guy-Claude François
- Costumes : Christian Gasc

Distribution :
- Jean-Claude Brialy
- Laurent Malraux
- Marcel Cuvelier
- Virginie Pradal
- Marie-Christine Laurent
- Jacques Ramade
- Claude Fraize
- Maurice Bray

## Théâtre Édouard VII, 2007
Première représentation le 4 septembre 2007 au Théâtre Édouard VII
- Mise en scène : Bernard Murat
- Décor : Nicolas Sire
- Costumes : Dominique Borg
- Lumières : Laurent Castaingt
- Assistante à la mise en scène : Léa Moussy

Distribution :
- Adolphe Bellanber - Charles Bellanger, vieux : Claude Brasseur
- Charles Bellanger, jeune - Maurice Bellanger, adulte : Alexandre Brasseur
- Loulou : Chloé Lambert
- Germaine Bellanger : Manoëlle Gaillard
- Le docteur Mourier : Bernard Dumaine
- Emile, le majordome : Yves Le Moign'
- Marie, la cuisinière : Rose Thiéry
- Maurice Bellanger, enfant : Thomas Benéteau, Maxence Hayek ou Yann Loubatière (en alternance)